# L'Alqueria d'Asnar
L'Alqueria d'Asnar è un comune spagnolo situato nella comunità autonoma Valenciana.